# 6255 Kuma
6255 Kuma è un asteroide della fascia principale. Scoperto nel 1994, presenta un'orbita caratterizzata da un semiasse maggiore pari a 2,7414413 UA e da un'eccentricità di 0,0323701, inclinata di 5,12057° rispetto all'eclittica.
Dal 14 maggio al 12 luglio 1995, quando 6320 Bremen ricevette la denominazione ufficiale, è stato l'asteroide denominato con il più alto numero ordinale. Prima della sua denominazione, il primato era di 6204 MacKenzie.
L'asteroide è dedicato all'omonima città giapponese dal 2014 parte di Kumakōgen.